# ハンス・ダルファー

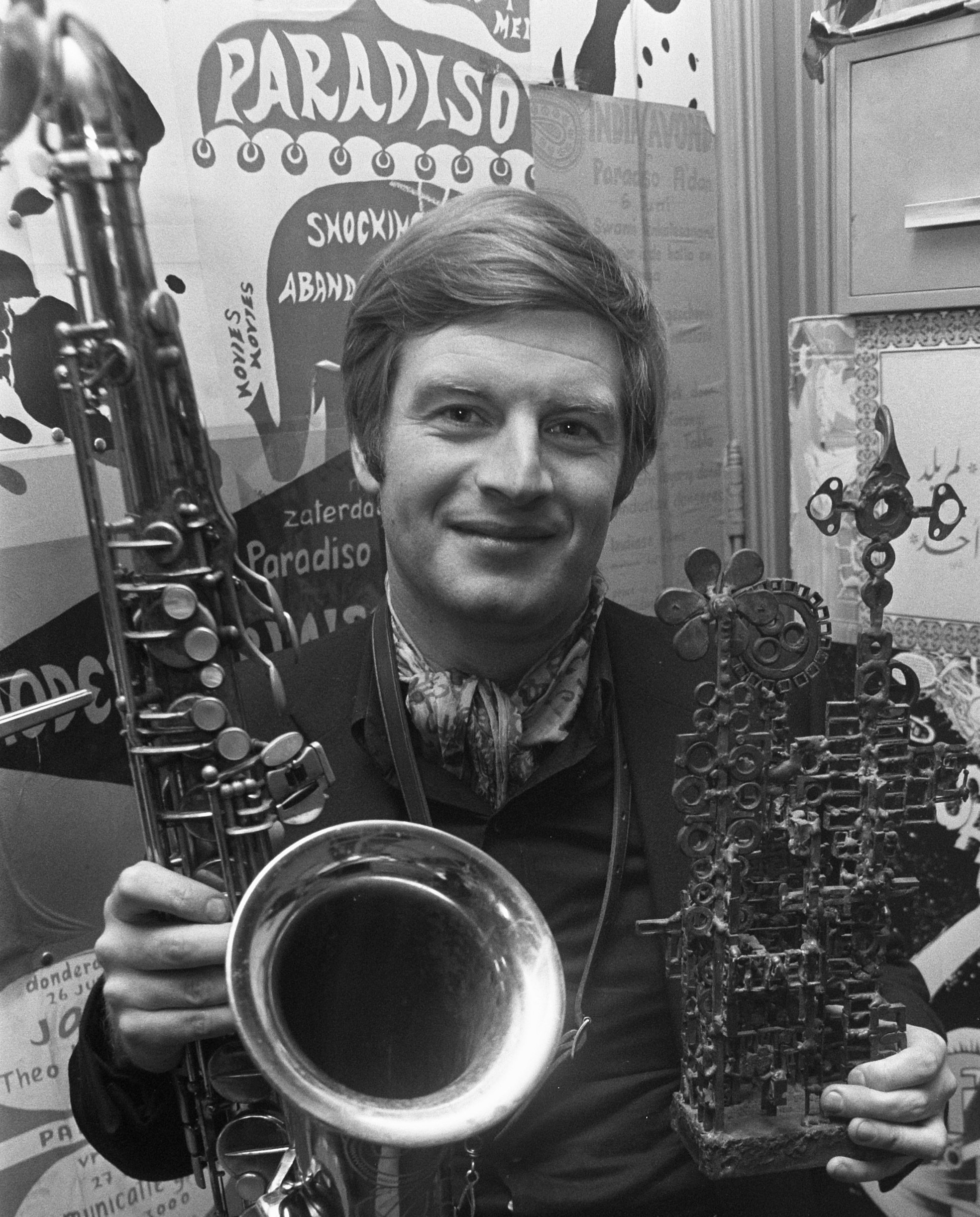
ハンス・ダルファー（1969年）

ハンス・ダルファー（Hans Dulfer、1940年5月28日 - ）は、オランダのテナーサックス奏者。ジャズを基本としながらもファンク色の色濃い作品を数多く発表している。
娘のキャンディ・ダルファーも著名なサックス奏者として知られている。なお、単に「ダルファー」というと父親のハンスのことを指すことが多い（ハンスが日本で発表したアルバムはすべて「ダルファー」名義である）。

## 略歴
オランダ・アムステルダム生まれ。10代半ばでテナーサックスを始め、17歳でデビュー。
元々、ジャズの抱えていた（クラシック音楽に対する）反骨精神と斬新さを追い求めた結果として、ファンクやパンク・ロックの色合いの強い音楽性が出来上がっていったと言われている。その音楽性と激しいライブ・パフォーマンスによって、母国オランダをはじめとしてヨーロッパ各国で人気を博している。ライブで用いるストレートテナー（ベルの曲がりがないテナーサックス、通常はほとんど見かけない）や、あごの上にテナーサックスを載せるパフォーマンスでも知られる。
日本では1990年代半ばに、「ハイパービート!」がトヨタ・RAV4のCMソングに、あるいは「ミッキー・マウス (Mickey Mouth)」（いわゆるミッキーマウス (="Mickey Mouse") とはスペルが異なる）をはじめとするアルバム『ビッグ・ボーイ』の各曲がテレビの『セリエAダイジェスト』（フジテレビ）のテーマ曲及びBGMに用いられ、広く知られるようになる。ちなみに、娘のキャンディは同時期にホンダ・シビックのCMソングを手がけており、親娘で同時期に別々の日本車のCMソングを手がけていたということになる。
アニメーターの湯浅政明は、自身の初監督作品『マインド・ゲーム』の制作中に、作品にふさわしい音楽としてダルファーの音楽を聴きながら制作を行っていたという。ただし、『マインド・ゲーム』の音楽にダルファーの楽曲は用いられていない。
現在は母国オランダを拠点にライブ活動を続けている。

## ディスコグラフィ

### リーダー・アルバム
- The Morning After the Third (1970年、Catfish)
- Candy Clouds (1970年、Catfish)
- El Saxofon (1971年、Catfish)
- Maine with Roswell Rudd  (1977年、BV Haast)
- I Didn't Ask (1981年、Varajazz)
- 『ビッグ・ボーイ』 - Big Boy (1994年、Monsters of Jazz)
- 『エクスプレス・ディレイド』 - Express Delayed (1995年、Limetree)
- 『ハイパービート!』 - Hyperbeat (1995年、EMI) ※EP。日本のみ独自編集盤
- 『dig!』 - Dig! (1996年、Monsters of Jazz)
- 『パパズ・ガッタ・ブラン・ニュー・サックス』 - Papa's Got a Brand New Sax (1998年、EMI)
- 『スキン・ディープ!』 - Skin Deep (1998年、EMI)
- 『エル・サキソフォン・パート2』 - El Saxofon Part II (2000年、EMI)
- 『ダルファー!ダルファー!!』 - Dulfer & Dulfer (2002年、Eagle) ※with キャンディ・ダルファー
- Scissors (2003年、JJ-Tracks)
- Duo Dulfer Directie (2018年、Zip)

### 参加アルバム
テオ・ローフェンディー
- Mandela (1970年、Catfish)
- Chess! (1972年、BASF)
- Theo Loevendie 4tet (1974年、Universe)
- Orlando (1977年、Waterland)

その他
- スザンヌ・アルト : Saxify (2016年、Venus)
- ウィレム・ブロイカー : Contemporary Jazz from Holland Litany for the 14th of June 1966 (1966年、Relax)
- ハーマン・ブラッド : Hooks (1989年、CBS)
- クロウ・ボーイズ・クロウ : Hitkillers (1988年、Megadisc)
- ジュールズ・ディールダー : De Deeldeliers (2012年、Embrace)
- デファンクト : Allergy for the U.S. (2014年、Defunkt Music)
- キャンディ・ダルファー : What Does It Take (1999年、N-Coded/Warlock/BMG)
- キャンディ・ダルファー : 『ライヴ・イン・アムステルダム』 - Live in Amsterdam (2001年、Ariola)
- サスキア・ラルー : It's Like Jazz (1994年、Laroo)
- サスキア・ラルー : Jazzdance (1996年、Laroo)
- リース・マッキントッシュ : Black Girl (1999年、Quintessence)
- 高中正義 : 『Guitar Wonder』 - Guitar Wonder (1996年、Eastworld)
- Hallo Venray : The More I Laugh the Hornier Due Gets! (1992年、Van)
- Henk Westbroek : Vrij (1994年、Columbia)